# Linaria pedunculata
Linaria pedunculata — вид губоцвітих рослин родини подорожникові (Plantaginaceae).

## Морфологія
Голі, іноді опушені, сизі суцвіття. Родючі стебла до 15 (-30) см, притиснуті або висхідні, розгалужені. Листя до 15×5 мм, яйцевидно-еліптичні. Насіння від 0,5 до 0,7 мм, гладке, чорне. 2n = 12. Цвітіння і плодоношення з березня по квітень.

## Поширення
Поширення: Піренейський півострів, Балеарські острови, Марокко і Алжир. Росте у прибережному піску.